# Liste der Biografien/Wam
Liste der Biografien |
Portal Biografien |
Personensuche
# |
A |
B |
C |
D |
E |
F |
G |
H |
I |
J |
K |
L |
M |
N |
O |
P |
Q |
R |
S |
T |
U |
V |
W |
X |
Y |
Z |
?
 
Wa |
Wc |
Wd |
We |
Wh |
Wi |
Wj |
Wl |
Wn |
Wo |
Wr |
Ws |
Wt |
Wu |
Ww |
Wy |
Wz
 
Waa |
Wab |
Wac |
Wad |
Wae |
Waf |
Wag |
Wah |
Wai |
Waj |
Wak |
Wal |
Wam |
Wan |
Wao |
Wap |
Waq |
War |
Was |
Wat |
Wau |
Wav |
Waw |
Wax |
Way |
Waz
Die Liste der Biografien führt alle Personen auf, die in der deutschsprachigen Wikipedia einen Artikel haben. Dieses ist eine Teilliste mit 85 Einträgen von Personen, deren Namen mit den Buchstaben „Wam“ beginnt.

## Wam

### Wama
- Wamala, Emmanuel (* 1926), ugandischer Geistlicher, emeritierter Erzbischof von Kampala und Kardinal
- Wamalwa, Michael (1944–2003), kenianischer Vizepräsident
- Waman Puma de Ayala, peruanischer Schriftsteller

### Wamb
- Wamba, König der Westgoten
- Wamba Saez de Asteasu, Endika (* 2005), spanischer Handballspieler
- Wamba, Anaclet (* 1960), französischer Boxer und Weltmeister des Verbandes WBC im Cruisergewicht
- Wambach, Abby (* 1980), US-amerikanische Fußballspielerin und -trainerinAbby Wambach (* 1980)

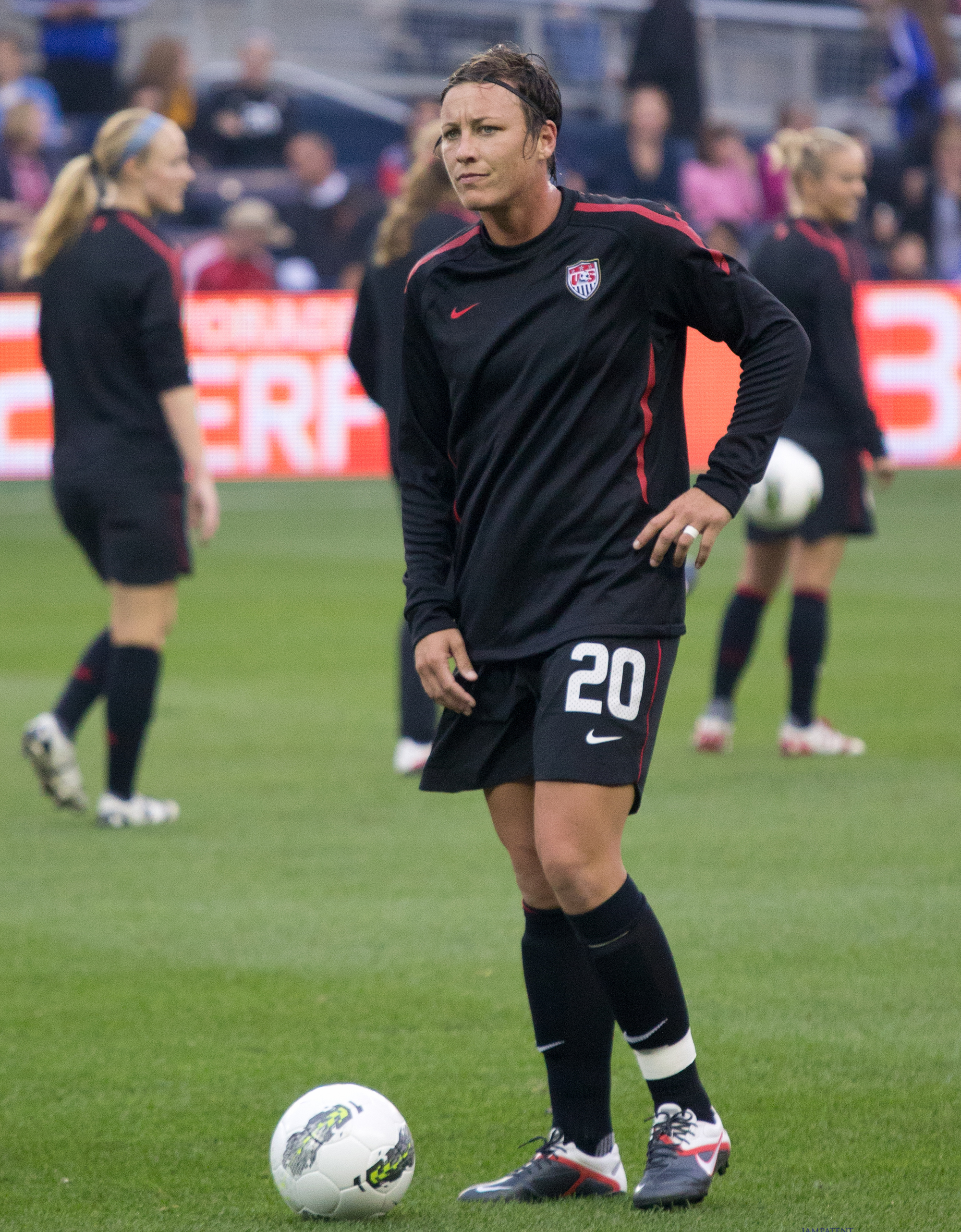
Abby Wambach (* 1980)

- Wambach, Achim (* 1968), deutscher Ökonom, Professor für Volkswirtschaftslehre an der Universität zu Köln
- Wambach, Bernhard (* 1948), deutscher Pianist
- Wambach, Blasius († 1493), Abt im Kloster St. Blasien
- Wambach, Émile (1854–1924), belgischer Komponist, Dirigent und Musikpädagoge
- Wambach, Eric (* 1985), luxemburgischer Eishockeyspieler
- Wambach, Jochen (* 1950), deutscher theoretischer Kernphysiker
- Wambach, Matthias (* 1963), deutscher Politiker (CDU), MdA
- Wambach, Tim (* 1985), deutscher Informatiker und Hochschullehrer
- Wambacher, Gerald (* 1986), österreichischer Skispringer
- Wambacher, Hertha (1903–1950), österreichische Physikerin
- Wambaugh, Joseph (1937–2025), US-amerikanischer Autor von Kriminalromanen und TatsachenromanenJoseph Wambaugh (1937–2025)

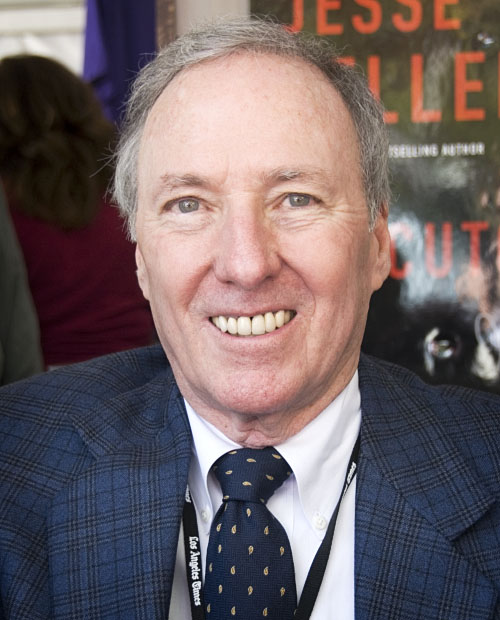
Joseph Wambaugh (1937–2025)

- Wambaugh, Sarah (1882–1955), US-amerikanische Politikwissenschaftlerin
- Wambe, Kathy (* 1981), belgische Basketballspielerin
- Wambeck, Roland (1926–2018), deutscher Generalmusikdirektor
- Wambeke, Theo (1903–1984), belgischer Ruderer
- Wamberg, Niels Birger (1930–2020), dänischer Literaturhistoriker, -kritiker und Journalist
- Wamble, Doug (* 1974), US-amerikanischer Gitarrist, Sänger und Songwriter
- Wamboldt, Otto (1884–1945), deutscher Politiker (NSDAP), Oberbürgermeister Darmstadts
- Wambolt von Umstadt, Anselm Casimir (1582–1647), Erzbischof von Mainz
- Wambolt von Umstadt, Eberhard (1546–1609), Mitglied des alten rheinisch-hessischen Adelsgeschlechts Wambolt von Umstadt und der Vater von Anselm Casimir Wambolt von Umstadt
- Wambolt von Umstadt, Philipp (1828–1887), Gutsbesitzer und Mitglied der Landstände des Großherzogtums Hessen
- Wambolt von Umstadt, Philipp Franz (1860–1924), Gutsbesitzer und Mitglied der Landstände des Großherzogtums Hessen
- Wambrechtsamer, Anna (1897–1933), österreichisch-slowenische Schriftstellerin
- Wambsganß, Friedrich (1886–1979), deutscher Beamter, Politiker und evangelischer Synodalpräsident
- Wambsganß, Georg Valentin (1879–1942), deutscher Politiker und protestantischer Pfarrer
- Wambsganß, Joachim (* 1961), deutscher Astrophysiker
- Wambst, Auguste (1908–1987), französischer Radrennfahrer
- Wambst, Fernand (1912–1969), französischer Radrennfahrer
- Wambst, Georges (1902–1988), französischer Radrennfahrer
- Wambugu, Florence (* 1953), kenianische Pflanzenpathologin und Virologin
- Wambui, Jackline (* 2000), kenianische Mittelstreckenläuferin
- Wambui, Margaret Nyairera (* 1995), kenianische Leichtathletin
- Wambutt, Horst (1932–2025), deutscher Politiker (SED), MdV, Abteilungsleiter des ZK der SED

### Wame
- Wameling, Gerd (* 1948), deutscher Theater- und FilmschauspielerGerd Wameling (* 1948)

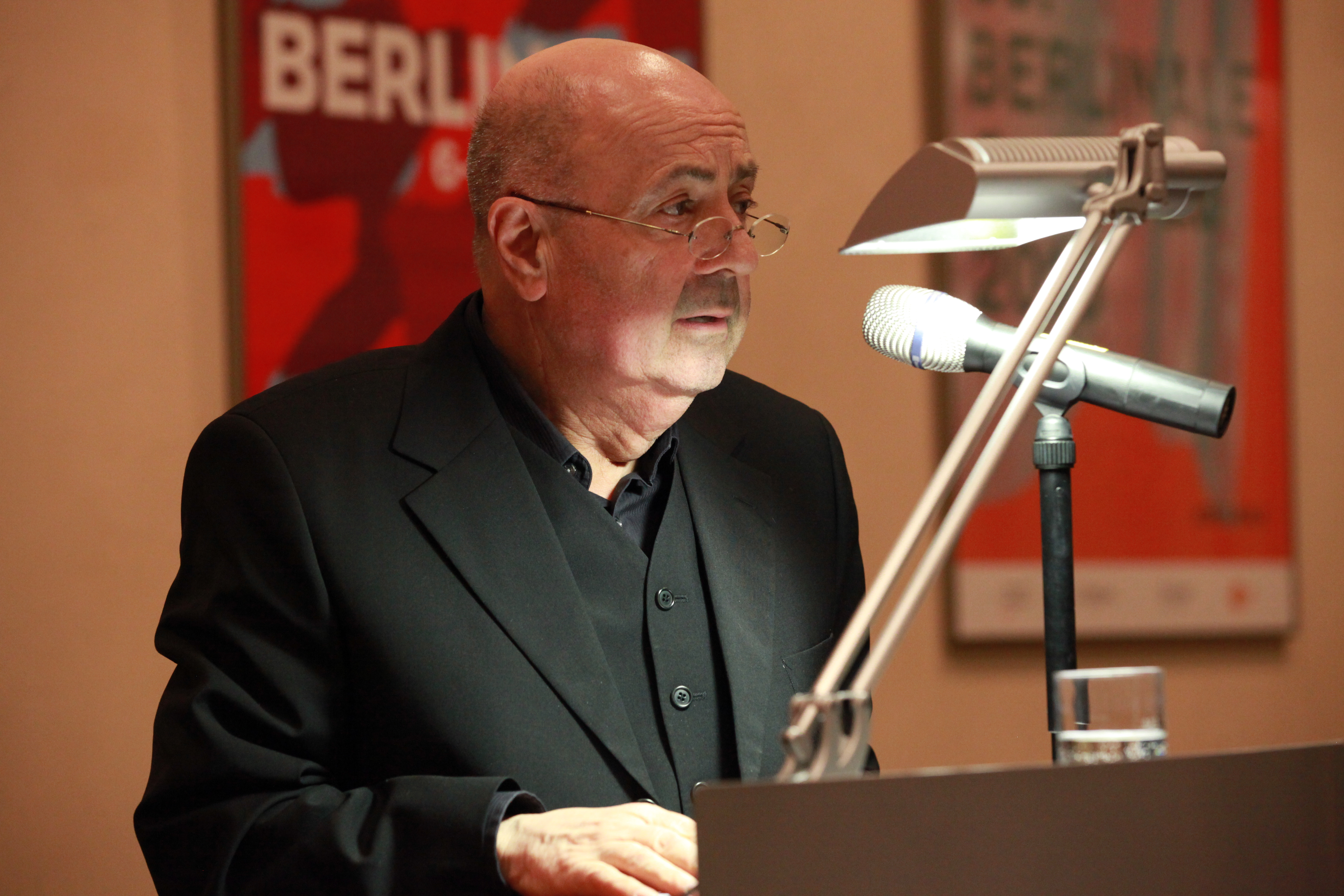
Gerd Wameling (* 1948)

- Wamers, Egon (* 1952), deutscher Frühmittelalterarchäologe
- Wamers, Paul (* 1948), deutscher Präsident des Zollkriminalamtes

### Wamh
- Wamhoff, Heinrich (1937–2014), deutscher Biochemiker
- Wamhoff, Hermann (1849–1915), deutscher Landwirt, Agrarfunktionär und Politiker (NLP), MdR

### Wami
- Wami, Gete (* 1974), äthiopische Langstreckenläuferin und zweifache Medaillengewinnerin bei Olympischen Spielen
- Wamika, Charles Martin (* 1953), ugandischer Priester, Bischof von Jinja
- Wamilee, Fletcher (* 1972), vanuatuischer Leichtathlet
- Wamithi, Michael, kenianischer Tierökologe

### Wamm
- Wammack, Robert (* 1965), deutscher Mediziner
- Wammen, Nicolai (* 1971), dänischer Politiker (Socialdemokraterne), Mitglied des Folketing und Minister
- Wammes, Ad (* 1953), niederländischer Komponist
- Wammes, Gabriëlla (* 1985), niederländische Kunstturnerin
- Wammes, Jeffrey (* 1987), niederländischer Turner
- Wammes, Nick (* 1999), kanadischer Bahnradsportler

### Wamo
- Wamosy, Daniel (1801–1860), Buchbinder und Fabrikant

### Wamp
- Wamp, Zach (* 1957), US-amerikanischer Politiker
- Wampach, Auguste (1911–1988), luxemburgischer römisch-katholischer Geistlicher und Resistancekämpfer
- Wampach, Henri-Camille (1884–1958), luxemburgischer Archivar und Historiker
- Wampach, Nicolas Antonius (1909–1942), luxemburgischer römisch-katholischer Geistlicher, Dehonianer und Märtyrer
- Wamper, Adolf (1901–1977), deutscher Bildhauer
- Wamper, Regina, deutsche Politologin
- Wampers, Jean-Marie (* 1959), belgischer Radrennfahrer
- Wampetits, István (1903–1993), ungarischer Fußballspieler und -trainer
- Wampfler, Philippe (* 1977), Schweizer Autor, Dozent und Lehrer für Social MediaPhilippe Wampfler (* 1977)

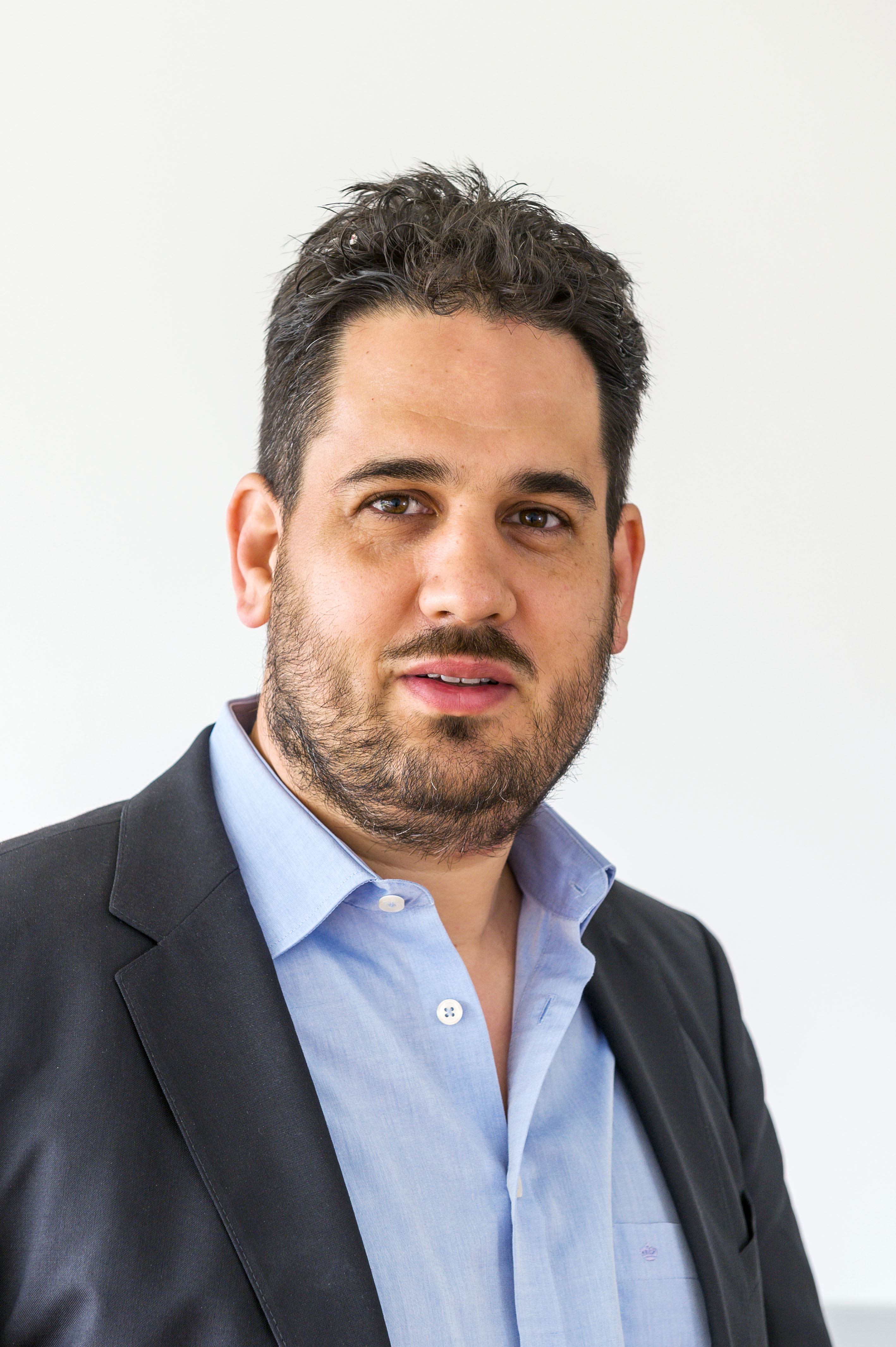
Philippe Wampfler (* 1977)

- Wampfler, Robert (* 1896), Schweizer Skilangläufer und Olympiateilnehmer
- Wampfler, Susanne (* 1981), Schweizer Astrophysikerin
- Wampilow, Alexander Walentinowitsch (1937–1972), sowjetischer Schriftsteller und Dramatiker
- Wämpl, Johann Rudolf von (1638–1704), kurfürstlich bayerischer Geheimer Ratskanzler
- Wampler, Fred (1909–1999), US-amerikanischer Politiker
- Wampler, William C. (1926–2012), US-amerikanischer Politiker
- Wampold, Bruce Edward (* 1948), US-amerikanischer Beratungspsychologe und Hochschullehrer
- Wamprechtsamer, Franz (1873–1956), österreichischer Pädagoge

### Wams
- Wamser, Carlotta (* 2003), deutsche Fußballspielerin
- Wamser, Christoph (1575–1649), deutscher Architekt des Barock
- Wamser, Henry (* 1955), deutscher Fußballtorwart
- Wamser, Johannes (* 1974), deutscher Sachbuchautor und Indien-Spezialist
- Wamser, Ludwig (* 1945), deutscher Prähistoriker
- Wamsley, Kyle (* 1980), US-amerikanischer Radrennfahrer
- Wamsley, Rick (* 1959), kanadischer Eishockeyspieler und -trainer
- Wamsutta († 1662), Häuptling der Wampanoag-Indianer

### Wamu
- Wamukoya, Ellinah (1951–2021), eswatinische anglikanische Bischöfin
- Wamunyinyi, Athanas Wafula, kenianischer Politiker und Diplomat
- Wamuyu, Gladys (* 1972), kenianische Mittelstreckenläuferin

### Wamw
- Wamwiri, Dickson (1984–2020), kenianischer Taekwondoin